# طارق حامد (مجدف)
طارق حامد هو مجدف مصري، ولد في 29 أكتوبر 1969.

## وصلات خارجية
- طارق حامد على موقع الاتحاد الدولي للتجديف (الإنجليزية)
- طارق حامد على موقع اللجنة الأولمبية الدولية (الإنجليزية)
- طارق حامد على موقع أوليمبيديا (الإنجليزية)